# Kate Grace
Kate Grace (* 24. Oktober 1988 in Sacramento) ist eine US-amerikanische Leichtathletin, die sich auf den Mittelstreckenlauf spezialisiert hat.

## Sportliche Laufbahn
Kate Grace absolvierte von 2008 bis 2011 ein Studium für environmental studies an der renommierten Yale University. Erste Erfahrungen bei internationalen Meisterschaften sammelte sie bei den IAAF World Relays 2014 auf den Bahamas, bei denen sie in 16:55,33 min den zweiten Platz mit der US-amerikanischen 4-mal-1500-Meter-Staffel hinter dem Team aus Kenia belegte. 2016 siegte sie im 800-Meter-Lauf bei den US-Trias und qualifizierte sich damit für die Olympischen Sommerspiele in Rio de Janeiro und belegte dort mit 1:59,57 min den achten Platz im Finale. Im Jahr darauf gelangte sie bei den Weltmeisterschaften in London bis ins Halbfinale im 1500-Meter-Lauf und schied dort mit 4:16,70 min aus. 2018 siegte sie dann in 4:06,23 min über 1500 m bei den NACAC-Meisterschaften in Toronto und 2021 siegte sie überraschend in 1:57,60 min über 800 m bei den Bislett Games in Oslo und wurde kurz darauf in 1:57,36 min Dritte beim Bauhaus-Galan in Stockholm. Beim Herculis wurde sie in 1:57,20 min Zweite über 800 m und siegte kurz darauf in 4:27,20 min über die Meile bei den Anniversary Games in Gateshead. Mitte August lief sie beim Prefontaine Classic in 1:57,60 min erneut Zweite über 800 m, wie auch bei Weltklasse Zürich mit 1:58,34 min. Zudem siegte sie kurz darauf in 4:01,33 min über 1500 m beim ISTAF Berlin.
2016 wurde Grace US-amerikanische Meisterin im 800-Meter-Lauf.

## Persönliche Bestleistungen
- 800 Meter: 1:57,20 min, 9. Juli 2021 in Monaco
  - 800 Meter (Halle): 2:03,71 min, 2. März 2013 in New York City
- 1500 Meter: 4:01,33 min, 12. September 2021 in Berlin
  - 1500 Meter (Halle): 4:04,86 min, 11. Februar 2017 in New York City
- Meile: 4:20,70 min, 22. Juli 2018 in London
  - Meile (Halle): 4:22,93 min, 11. Februar 2017 in New York City